# Königsegg-Aulendorfi Franciska
Franziska zu Königsegg-Aulendorf német grófnő (Aulendorf, Baden-Württemberg, 1814. július 3. - Bécs, 1871. április 22.): gróf Franz Xavier Karl von Königsegg-Aulendorf (1787 -1863) és Károlyi Mária Anna grófnő (1793 - 1848) leánya, gróf Károlyi József (1768 -1803) unokája.

## Házassága
Aulendorfban 1834. február 10-én férjhez ment gróf Andrássy Györgyhöz (1797 - 1872), gróf Andrássy István (1731 - 1812) és Festetics Mária (1770 - 1828) fiához. A házasságból két fiú- és két leánygyermek született:
- Mária Kajetana Franciska (Krasznahorkahosszúrét, 1834. november 30. -München, 1916. október 18.)
- Dénes István György Klement (Krasznahorkahosszúrét, 1835. november 18. - Palermo, 1913. február 26.)
- Erzsébet Mária Kajetana Franciska Georgina Neita (Bécs, 1840. január 26. -Budapest, 1926. október 2.)
- György Péter Klement István (1846. január 24. - Madeira, 1871. július 4.)

## Az Andrássy-örökség sorsa
Idősebbik fia, gróf Andrássy Dénes 1866. április 4-én Pisában rangon aluli házasságot kötött egy Hablawetz Franciska nevű bécsi polgárlánnyal. Königsegg-Aulendorf Franciska grófnő férjével együtt hevesen ellenezte a házasságot, azonban nem tudta azt megakadályozni. A következmény elkerülhetetlen volt: gróf Andrássy György 1866-ban kizárta fiát az apai örökségből. A hosszúréti ág örököse a kisebbik fiú, szintén György nevű, lett, ennek 1871-ben Madeira szigetén bekövetkezett váratlan halála, majd 1872-ben apja halála után azonban Dénes ismét visszanyerte eredeti, elsőszülöttségi jogát. Königsegg-Aulendorfi Franciska grófnő ezt már nem érhette meg: még férje életében, 1871. április 22-én Bécsben meghalt. Férje mindössze egy évvel élte őt túl, 1872. december 19-én halt meg, szintén Bécsben.

## Külső hivatkozások
- Andrássy-család